# Marc Gilbert de Varennes

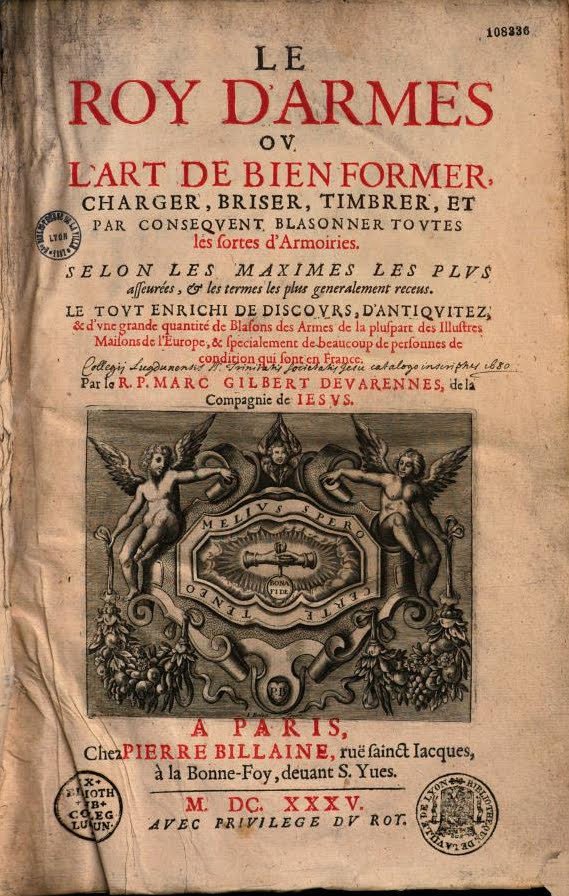
A Le Roy d'armes (1635-ös kiadás) belső címlapja

Marc Gilbert de Varennes 17. századi francia heraldikus. A neve előfordul Marc-Gilbert de Varennes, Marc Gilbert de Varennes (S J Le P) és Marc-Gilbert de Varennes sj alakban is. A neve utáni rövidítés szerint jezsuita szerzetes volt.
Az egyik legtekintélyesebb francia heraldikus, akinek művét Philipp Jacob Spener is gyakran idézte.

## Heraldikai műve
Nevezetes heraldikai műve a címerművészettel, a címerek helyes leírásával foglalkozik és tartalmazza a heraldikai fogalmak jegyzékét is. Az első kiadás még nem tartalmaz semmilyen színjelölési módszert.
- Művének első kiadása (1631, a BnF katalógusa szerint): Le Roy d'armes… par Marc Gilbert de Varennes [Texte imprimé]. – Paris, 1631. – Fol.. Varennes, Marc-Gilbert de. Fonction indéterminée

Notice n° : FRBNF39341151
1635-ös kiadása:
Varennes, Marc-Gilbert de (S.J., Le P.): Le Roy d'armes, ou l'Art de bien former, charger, briser, timbrer et par conséquent blasonner toutes les sortes d'armoiries… Le tout enrichi de discours, d'antiquitez et d'une grande quantité de blasons des armes de la pluspart des illustres maisons de l'Europe, et spécialement de beaucoup de personnes de condition qui sont en France, par le R.P. Marc Gilbert Devarennes,… [Texte imprimé]. – Paris : P. Billaine, 1635. – In-fol., pièces limin., 421 p., table et errata, planche d'armoiries, marque au titre.
Második bővített és a szerző által javított kiadása (1640): Le Roy D'Armes ou L'Art de Bien Former, Charger, Briser, Timbrer, Parer, Expliquer, et Blasonner les Armoiries. Le Tout Enrichy de Discours, D'Antiquitez, d'Histoires, d'Eloges, & d'une grande quantite de blasons des Armes de la pluspart des Illustres Maisons de l'Europe, & specialement de beaucoup de personnes de condition qui sont en France. Seconde Edition. Reveue & augmentee de plusieurs pieces par le meme Autheur. Marc Gilbert de Varennes, A PARIS Chez Nicholas Buon – 1640, in-FOLIO (38 x 25 cm) – plein velin de l'époque, titre doré – 619 pages et la table, planche d'armoiries, marque au titre.
1648-as kiadása:
Le roy d'armes, ou l'art de bien former, charger, briser, timbrer et par conséquent blasonner toutes les sortes d'armoiries selon les maximes en plus asseurées et les termes les plus généralement reçus par Marc Gilbert de Varennes [Texte imprimé]. – [Paris ?] : P. Billaine, 1648. – [In-fol. ?]. Varennes, Marc-Gilbert de. Fonction indéterminée
Notice n° : FRBNF39341130

## Művei
- Varennes, Marc-Gilbert de (S.J., Le P.): Les Beautez de l'âme représentées par les plus excellents ouvrages tant de la nature que de l'art dont l'Escriture et les saincts Pères se sont servis, par le R.P. Marc de Varennes,… [Texte imprimé]. – Paris : Vve N. Buon, 1640. – In-8 ̊ , pièces limin., 511 p. et les errata, marque au titre.